# Polygala filicaulis
Polygala filicaulis är en jungfrulinsväxtart som beskrevs av Henri Ernest Baillon. Polygala filicaulis ingår i släktet jungfrulinssläktet, och familjen jungfrulinsväxter. Inga underarter finns listade i Catalogue of Life.